# Lompolojärvi (Gällivare socken, Lappland, 748597-174865)
Lompolojärvi är en av fyra insjöar i Gällivare kommun i Lappland som heter Lompolojärvi. Den ingår i Kalixälvens huvudavrinningsområde. Sjön har en area på 0,357 kvadratkilometer och ligger 342 meter över havet. Lompolojärvi ligger i Torne och Kalix älvsystem Natura 2000-område. Sjön avvattnas av vattendraget Ängesån (Vettasjoki).

## Delavrinningsområde
Lompolojärvi ingår i det delavrinningsområde (748592-174850) som SMHI kallar för Ovan Runnarjoki. Medelhöjden är 365 meter över havet och ytan är 11,6 kvadratkilometer. Räknas de 2 avrinningsområdena uppströms in blir den ackumulerade arean 50,75 kvadratkilometer. Ängesån (Vettasjoki) som avvattnar avrinningsområdet har biflödesordning 3, vilket innebär att vattnet flödar genom totalt 3 vattendrag innan det når havet efter 222 kilometer. Avrinningsområdet består mestadels av skog (70 procent) och sankmarker (13 procent). Avrinningsområdet har 1,11 kvadratkilometer vattenytor vilket ger det en sjöprocent på 9,6 procent.